# Arv (musikalbum)
Arv är det norska folk metal-bandet Ásmegins debutalbum, utgivet 2008 av skivbolaget  Napalm Records.

## Låtförteckning
1. "Fandens Mælkebøtte – 4:10
2. "Hiertebrand – 4:08
3. "Generalen og Troldharen" – 5:27
4. "Arv" – 5:40
5. "Yndifall" – 6:38
6. "Gengangeren" – 4:32
7. "Prunkende, stolt i Jokumsol" – 2:41
8. "En Myrmylne" – 9:00

## Medverkande
Musiker (Ásmegin-medlemmar)
- Raymond Håkenrud – gitarr, basgitarr, piano, sång
- Marius Glenn Olaussen – gitarr, dragspel, mandolin, basgitarr, piano, mellotron
- Lars Fredrik Frøislie – hammondorgel, piano, mellotron, mini-moog
- Erik Fossan Rasmussen – trummor, sång

Bidragande musiker
- Martin Kneppen – trummor (spår 7)
- Gunhild Hovden Kvangarsnes – sång
- Anne Marie Hveding – sång
- Karolin Broosch – violin

Produktion
- Ásmegin – producent, ljudtekniker, ljudmix
- Lasse Lammert – mastering
- Anders Rønning Næsset – omslagsdesign, foto